# Церковь Воскресения Христова (Селижарово)
Церковь Воскресения Христова — приходской православный храм в посёлке Селижарово Тверской области. Входит в состав Осташковского благочиния Тверской епархии Русской православной церкви.

## Расположение
Храм расположен в стороне от центральной части посёлка, на левом берегу Волги.

## История
Каменный Воскресенский храм был построен на средства прихожан в 1763 году на месте старого деревянного.
Имел три престола: главный во имя Воскресения Христова, придельные во имя Благовещения Пресвятой Богородицы и преподобного Сергия Радонежского.
В 1854 году рядом с храмом была построена колокольня, уничтоженная в советское время. Во второй половине XIX века появилась трапезная, в 1898 году она была отремонтирована.
В 1914 году церковь была обнесена кирпичной оградой.
По проверкам 1914 года, храм имел 8038 прихожан (3992 мужчины и 4046 женщин).
По состоянию на 2021 год храм восстанавливается.

## Архитектура
Храм типа восьмерик на четверике. Редкий памятник самобытного осташковского зодчества, сохраняющий черты как архитектуры XVII века, так и барокко. Памятник архитектуры федерального значения.